# Pic de la Paül
El Pic de Paúl o pic de la Paúl és una muntanya de 3.078 m d'altitud, amb una prominència de 38 m, que es troba al massís de Pocets, província d'Osca (Aragó).